# 北京铁道大厦

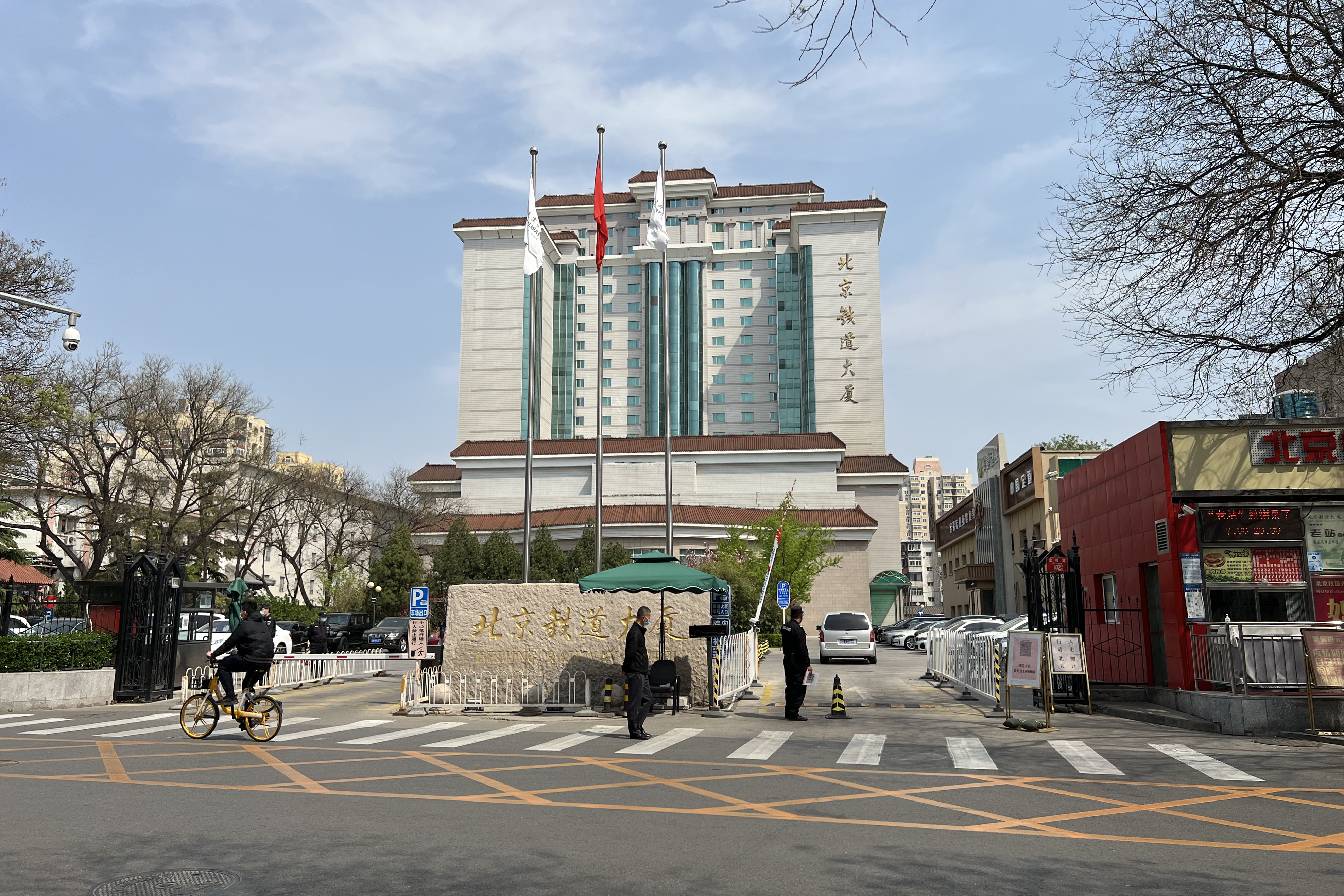
北京铁道大厦（2022年4月摄）

北京铁道大厦有限责任公司，位于北京市海淀区羊坊店街道北蜂窝甲102号。

## 简介
北京铁道大厦有限责任公司于1998年成立。该公司由中国铁路总公司服务中心、北京铁路局、广州铁路（集团）公司共同投资成立。经营范围涉及住宿、餐饮服务、歌厅、洗浴、保龄球、美容美发、物业管理、收费停车场以及各种销售服务。
北京铁道大厦经常接待每年参加“全国两会”的全国政协委员。